# Sepiola steenstrupiana
Sepiola steenstrupiana är en bläckfiskart som beskrevs av Levy 1912. Sepiola steenstrupiana ingår i släktet Sepiola och familjen Sepiolidae. IUCN kategoriserar arten globalt som otillräckligt studerad. Inga underarter finns listade i Catalogue of Life.